# Ritul tridentin
Ritul tridentin este un termen puțin forțat, deoarece la Conciliul Tridentin (1545-1543), Biserica nu a creat un Rit, ci doar a uniformizat Liturghia Romană în întreaga Biserică de rit roman, lăsându-se neatinse riturile care erau mai vechi de două secole: colognez, ambrozian, mozarab etc. Deși în secolul al XII-lea, franciscanii au încercat o uniformizare a Missei, aceștia au dat impulsul unei uniformități. Până la bula papală Quo Primum a lui Pius al V-lea (1571), în diferite zone ale Europei se celebra Liturghia Romană cu diverse adăugări locale, considerate de Sfântul Scaun ca ilicite. Așadar, studiind problema, Părinții Conciliari au propus readucerea Liturghiei la cea din primul mileniu, mai cu seamă la stilul de celebrare din timpul Papei Grigore cel Mare.
Liturghia tradițională Romană a fost în uzul Bisericii până în anul 1962, când Papa Ioan al XXIII-lea a tipărit ultimul Missal după venerabilul rit al Romei, trecându-se apoi prin decretele Conciliului Vatican II la niște liturghii hibrid în 1965, ca, mai apoi, în 1969 Liturghia Romană încetând să mai existe, să fie înlocuită cu o variantă reformată de factură protestant-luterană, celebrată în vernacular (limba poporului). 
În 2007, papa Benedict al XVI-lea a emis un motu proprio, intitulat "Summorum Pontificum", prin intermediul căruia a liberalizat oficierea acestui rit (forma extraordinară) la nivelul nu a episcopiei, ci a parohiei, de dragul romano-catolicilor conservatori, nostalgici după practicile de până la 1969, dar și din cauza derapajelor și a abuzurilor ritului Novus Ordo (forma ordinară), hotărât de papa Paul al VI-lea. Papa Benedict a declarat că forma extraordinară de la 1962 n-a fost niciodată abrogată, de ordin juridic.    

## Limbajul
În majoritatea țărilor, limbajul folosit în celebrarea Liturghiei a fost latina, exceptând Dalmația, unde s-a primit un indult pentru folosirea limbii slavone. După Conciliul Vatican II (1962-1965) și până la abolirea Liturghiei Romane în 1969, încet-încet s-a făcut trecerea la limba populară: mai întâi în 1962 prin Missalul lui Ioan al XXIII-lea care a permis citirea lecturilor și a evangheliei în limba vorbită, apoi în 1965 când mare parte a liturghiei a fost tradusă și modificată împreună cu Gradualul Roman.

## Sfântul Pius al V-lea și revizuirea Liturghiei
În timpul Conciliului Tridentin, tradițiile liturgice erau păstrate în missalele locale, care variau considerabil, uniformizarea fiind astfel o nevoie imperativă în întregul Occident Creștin. De asemenea, standardizarea era absolut necesară pentru a împiedica introducerea în cult a unor idei protestante. Sfântul Pius V observând toate aceste pericole ce pândeau Ritul Roman și întreaga Biserică a decretat utilizarea Misalului Roman revizuit de el, lăsând neatinse riturile mai vechi de anul 1370, cum ar fi: ritul ambrozian din Arhidioceza de Milano, ritul mozarab din Spania celebrat doar în Salamanca, Toledo și Madrid, ritul carmelitan, cartuzian și dominican. Scopul reformei lui Pius al V-lea a fost acela de a restaura ritul la "forma originală și ritul Sfinților Părinți".